# Los Extravagantes
Los Extravagantes fue una capilla de música española activa en Granada (España) entre los siglos XVII y XVIII y resurgida brevemente en la misma ciudad a finales del siglo XX.

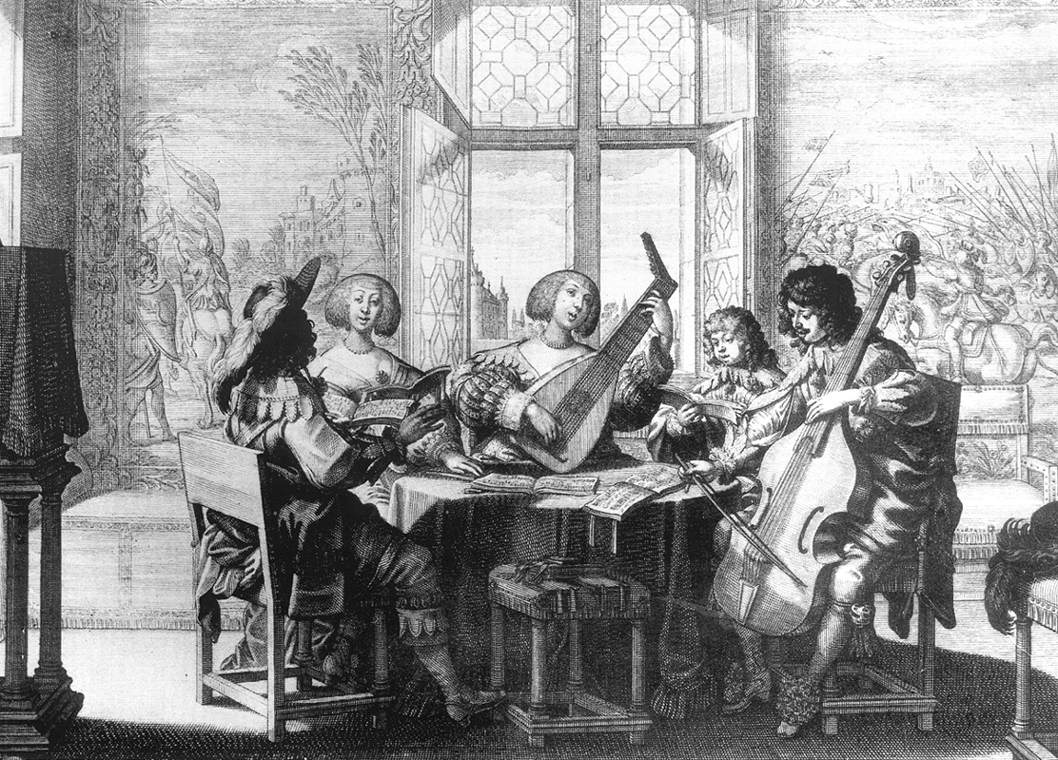
Músicos en 1635, según Abraham Bosse

## La capilla histórica
De la curiosa y legendaria capilla de música Los Extravagantes se empieza a tener noticia por medio de diferentes documentos y crónicas de Granada fechadas a partir del año 1633. Por lo que se desprende de esta documentación, se trataba de un conjunto de músicos que ejercía su profesión de manera independiente a las instituciones (ya fueran estas de signo aristocrático o eclesiástico) que habitualmente contaban en su seno con una capilla de música estable. Con el uso actual del vocablo, el nombre de esta capilla puede parecer hoy algo estrambótico para un conjunto que ejercía una labor de estas características, sin embargo, ofrece una idea bastante clara de las funciones antes mencionadas, ya que debe ser considerado precisamente en su acepción literal acorde con su origen etimológico (de extra-vagare, discurrir al margen). En la práctica, estos músicos trabajaban, sin un soporte estable, fuera de la disciplina eclesial o nobiliaria y eran contratados para actuar en las festividades profanas o litúrgicas donde fueran menester, de manera parecida a lo que hoy sería un conjunto de intérpretes autónomos y tratándose, en definitiva, de una capilla de música privada.
El legendario maestro Diego de Pontac (1603-1654) hace, en su autobiográfica reseña de 1633 conservada bajo el título de Discurso del maestro Pontac, una relación de los discípulos que ha tenido en Zaragoza, Madrid, Salamanca y Granada, y viene a citar entre ellos al maestro Luys Garay en los estravagantes de Granada [sic], de donde se deduce que éste estuvo, en el momento de la redacción del Discurso, al frente de dicha capilla. Este músico fue, así mismo, sucesor de Pontac como maestro en la capilla de la Catedral de Granada. Por razones que hoy todavía no están aclaradas documentalmente, Los Extravagantes pasaron a acomodarse posteriormente como capilla de música residente en la colegiata del Salvador del Albaicín hasta que, en 1725, desaparecidos en su mayoría los miembros primitivos y perdida su idiosincrasia, terminaron por ceder también su nombre de origen para pasar a ser, en adelante, la Capilla de Música del Salvador.

## Resurgimiento en elsigloXX

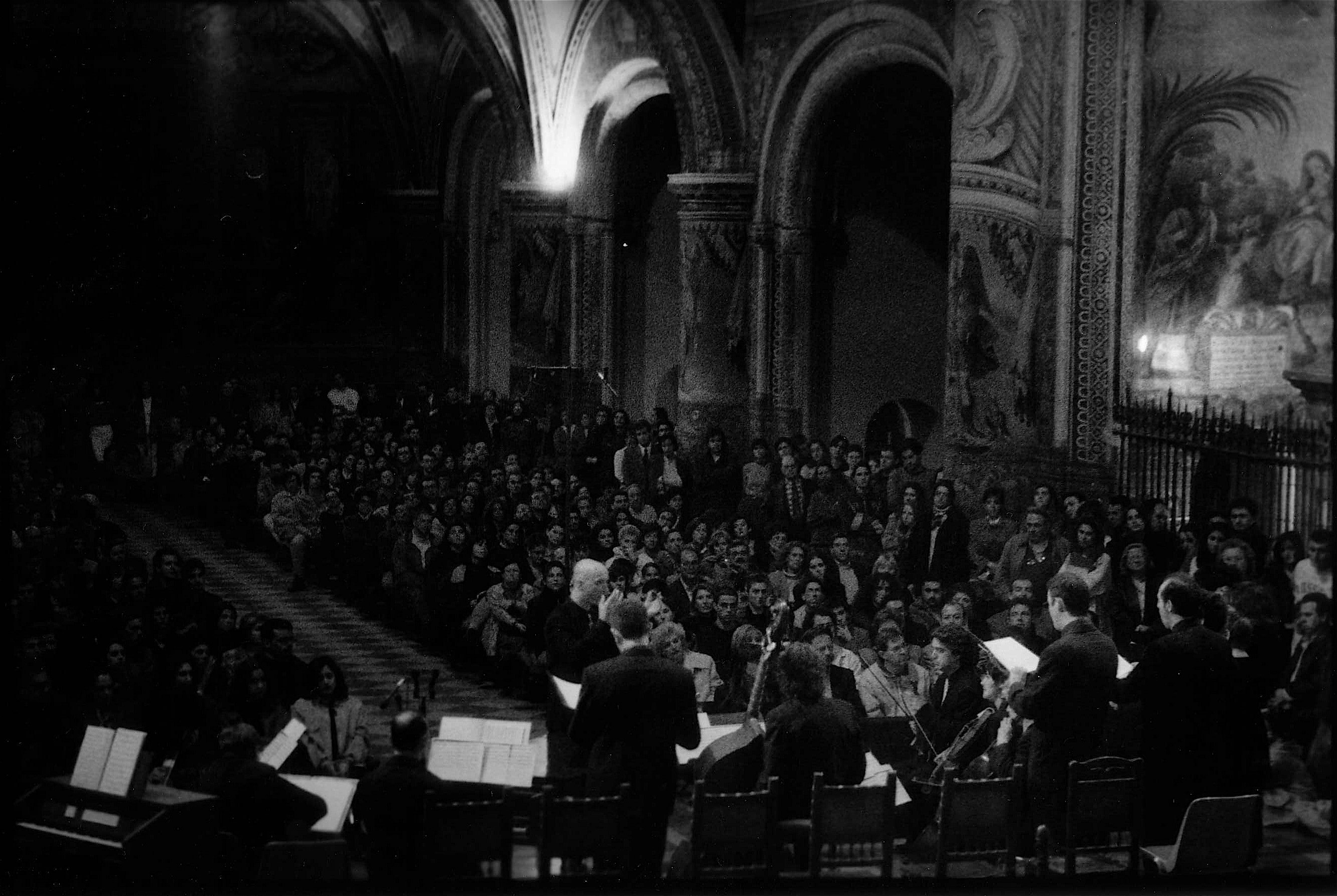
Los Extravagantes en 1998 dirigidos por Juan Luis Martínez.

En la misma ciudad que albergara a la disuelta capilla musical surge, a finales de siglo XX, otra capilla que, inspirada por la anterior, recibe el mismo nombre y aborda unas funciones y un repertorio que hubiera sido continuación natural del de la capilla primigenia si las actividades de esta no hubieran cesado en 1725. Los Extravagantes del siglo XX recuperan, impulsados por el afán investigador de músicos pertenecientes a la Orquesta Ciudad de Granada, obras paradigmáticas del barroco y clasicismo español, con especial atención al conservado en los archivos pertenecientes a diferentes capillas gransdinas. Asimismo, la escasez de literatura meramente orquestal en el ámbito peninsular de la época, impele a estos músicos a la orquestación de diferentes piezas escritas originalmente para tecla. En menor medida, la capilla abordó el repertorio barroco europeo. Su concierto de presentación en enero de 1996 se realizó en la Iglesia del Salvador, justo donde 270 años antes se disolviera la capilla original. A lo largo de su actividad, algunos conciertos supusieron un hito en la recuperación musical de autores olvidados del barroco español. Así, con el patrocinio de Caja Sur repusieron en 1997 el Miserere a siete coros del maestro de capilla Agustín Contreras en la Catedral de Córdoba. En 1998 abrieron el IV Ciclo de Música Antigua, organizado por la Caja General de Granada, con un concierto dedicado íntegramente a rescatar la obra y la figura de Antonio Cavallero. Hasta su disolución en 2004, la capilla contó con la participación solista de las tiples María Nogueras, Mercedes Frías, Estrella Estévez y Mariola Cantarero, el tenor Sergio Merino y el barítono Josep Miquel Ramon. Diferentes agrupaciones corales fueron colaborando con este conjunto, al frente del cual se pusieron los directores Juan Luis Martínez y Pablo Heras Casado.
Si bien no llegaron a producir ninguna grabación discográfica, sí realizaron registros para Canal Sur TV y Radio Nacional de España.